# Suzuki Garphyttan AB
Suzuki Garphyttan AB är ett svenskt företag som tillverkar ståltråd och fjädrar. 

## Historia
Företaget Garphytte Fabriks Aktiebolag grundades 1906.
År 1915 byter företaget namn till Aktiebolaget Garphytte Bruk
År 1915 bildades Aktiebolaget Svensk-Ryska Stållinefabrikerna. Garphyttan drev tillverkning av stållinor i Jekaterinoslav (Ukraina) och Jekaterinburg (Ural) för den ryska gruvindustrin. Detta som ett svar på utrbottet av första världskriget, där den tyska konkurrensen försvann. På grund av den ryska revolutionen år 1917 konfiskerades fabrikerna.
År 1927 startades tillverkning av kontinuerligt oljehärdad ventilfjädertråd. 
År 1960 introducerades företaget på Stockholms fondbörs
År 1980 var företaget mycket nära konkurs men tack vare majoritetsägaren AB Investor som då drevs av Marcus Wallenberg, gjordes omstruktureringar, rensning i produktprogrammet och personalminskningar samt kapitaltillskott från ägarna vilket räddade företaget.
År 1984 köps företaget upp av Incentive AB, ett av Wallenbergs utvecklingsbolag, för att samma år integreras i företaget Haldex AB.
Haldex sålde Garphyttan Wire till Suzuki Metals år 2009 för 827 miljoner kronor. Företaget som bildades var Suzuki Garphyttan AB. Suzuki Metals blev uppköpta av Nippon Steel år 2009. Idag ägs företaget av det japanska företaget Nippon Steel & Sumikin SG Wire.